# 쇼쿠시 내친왕

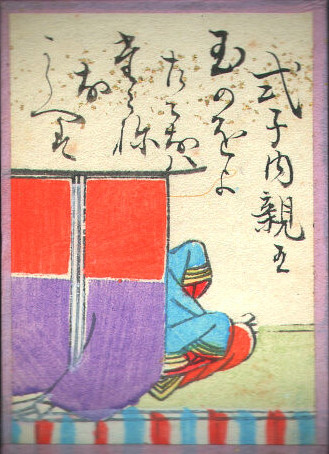
쇼쿠시 내친왕

쇼쿠시 내친왕(일본어: 式子内親王, 1149년 ~ 1201년)은 헤이안 시대 말기의 황족으로 고시라카와 천황의 황녀이다. 어머니는 후지와라노 스에나리의 딸 후지와라노 시게코이다. 다카쿠라 천황은 이복동생에 해당한다.
1159년 내친왕 선하를 받는 한편, 때로는 가모 신사에서, 때로는 불교 사찰에서 신직(神職)을 맡았다. 일생을 세상의 정세가 귀족 정치에서 막부 정치로 전환되는 것을 지켜보았으며, 내친왕으로는 가장 많은 와카를 남겼다. 후지와라노 사다이에와도 친분이 있었다.

## 와카
```
나의 생명이여 끊어질테면 끊어져라. 이대로 산다 해도 애써 참은 마음이 약해질까 두려우니.
玉の緒よ たえなばたえね ながらへば 忍ぶることの 弱りもぞする
```